# 大東糖業南大東事業所の砂糖運搬専用軌道

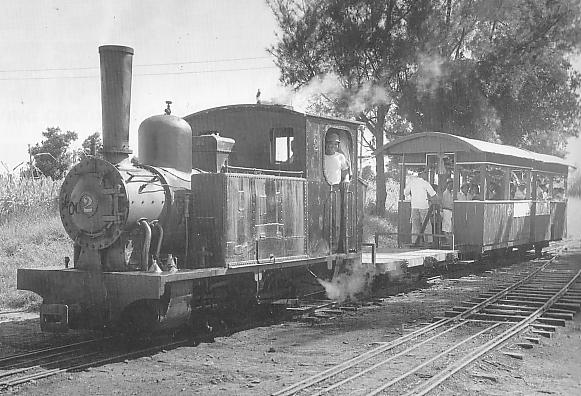
南大東島サトウキビ列車（1956年3月）

大東糖業南大東事業所の砂糖運搬専用軌道（だいとうとうぎょうみなみだいとうじぎょうしょのさとううんぱんせんようきどう）は、かつて沖縄県南大東島にあった軌道。大東糖業が所有するサトウキビを運搬するために敷設されたシュガートレインである。島内に張り巡らされていたが、トラック輸送に切り替えられ廃止された。

## 歴史

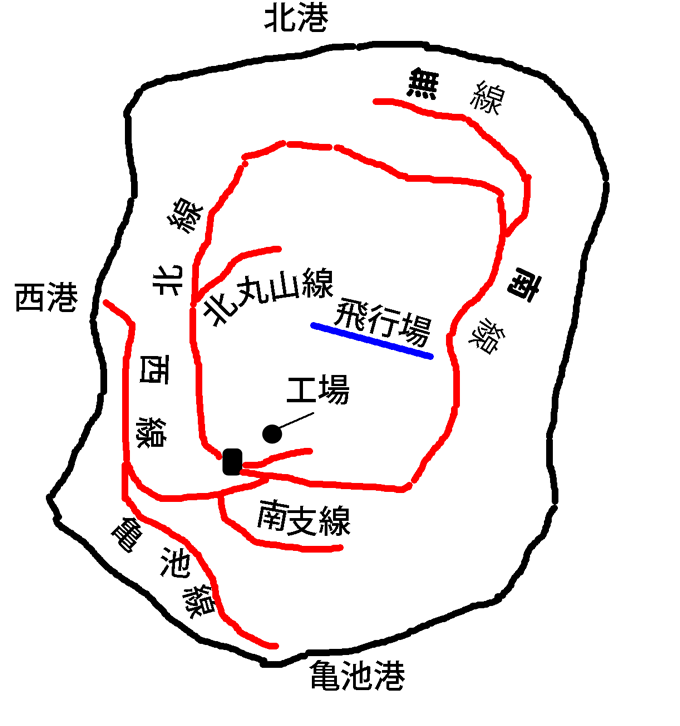
路線図

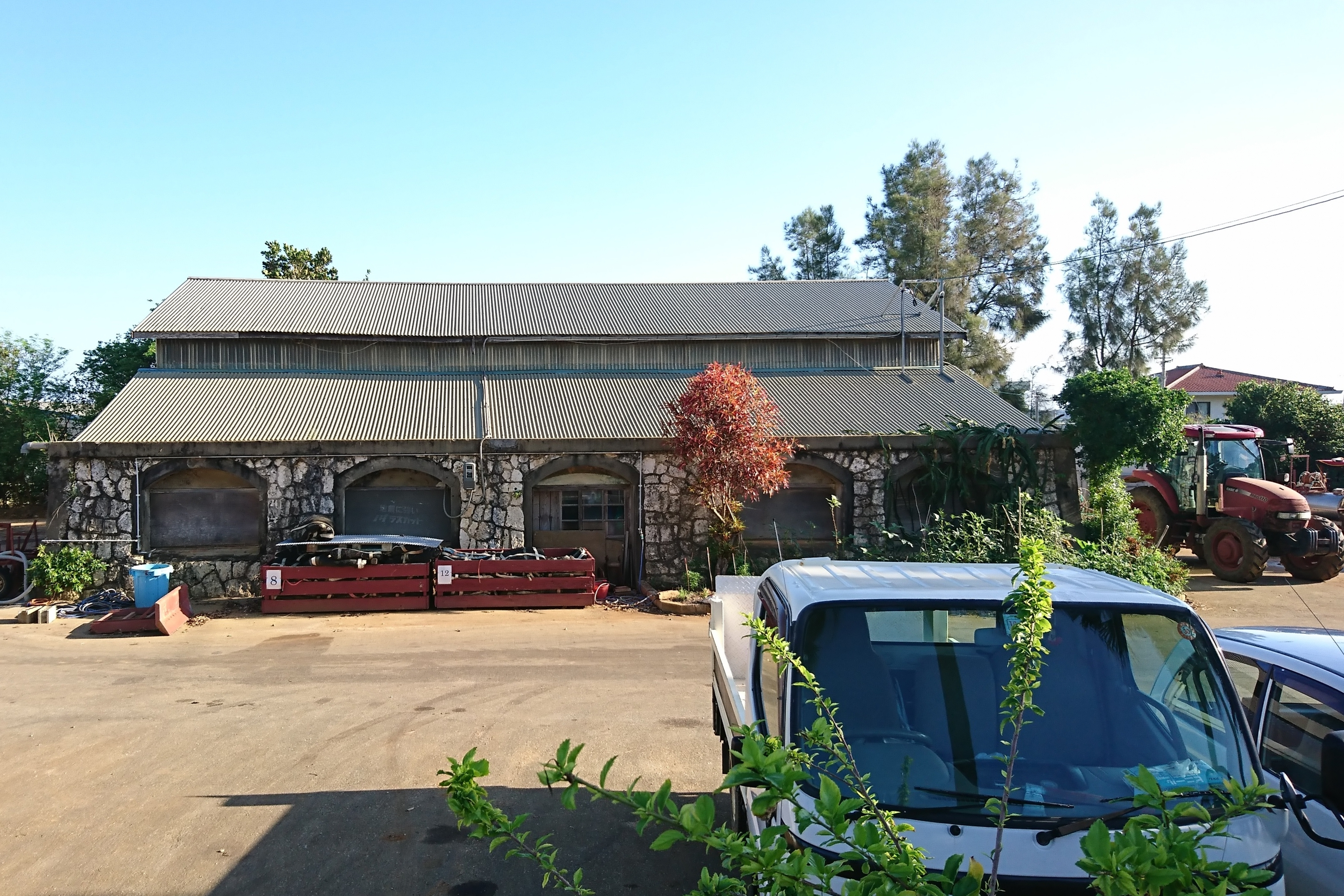
シュガートレイン車庫跡

南大東島の軌道は鳥島を開拓した玉置半右衛門ら23人が1900年に南大東島に移住してサトウキビの栽培をし、その運搬手段として軌道が敷設されたのがそのはじまりである。
半右衛門は鳥島で1891年に羽毛布団に使用するため捕獲したアホウドリを運搬するため軌道を敷設していた経験もあり、1902年には南大東島にも1ft6in（=457mm）の手押し軌道を敷設に着手し、翌年には24町（2.6km）の敷設を終えていた。1910年に合名会社玉置商会を設立し、事業規模の拡大とともに軌道も延長された。
半右衛門の死亡後、南大東島のサトウキビ栽培事業は1916年に東洋製糖株式会社に売却された。東洋製糖は事業拡大によりこの手押し軌道を廃止し、2ft6in（=762mm）の蒸気機関車による軌道に置き換えることとした。1927年頃には約18哩余（約29Km）に及ぶ軌道が敷設されていた。しかし東洋製糖は1927年になると親会社の鈴木商店が破綻してしまい、その結果南大東島の製糖事業は大日本製糖が引継ぎその南大東事業所となった。
第二次世界大戦が勃発し、南大東島では日本軍により飛行場が造成され、サトウキビ畑は日本兵4,000人の食料のため芋畑となった。1943年に軌道が爆撃による被害を受けて以降、あいつぐ爆撃により工場など会社の施設の1/2が被害を受け廃墟と化していった。
戦後、1947年に宮城仁四郎は琉球列島米国軍政府より大東島における甘蔗栽培の許可を得て、1950年に大東糖業株式会社を設立し、廃墟となった大日本製糖の工場施設を復旧し1951年3月に南大東事業所として操業を開始した。時代とともに蒸気機関車からディーゼル機関車にかわりサトウキビの収穫作業も機械化がすすめられてきたが、西港への砂糖や糖蜜の輸送は1980年頃トラック輸送に切り替えられ、工場へのサトウキビ輸送は1983年の収穫を最期にトラック輸送に切り替えられ軌道は9月に廃止された。
その後廃止から30年後の2013年から観光客の増加を目的として一括交付金を活用した「シュガートレイン夢復活実現事業」の中で路線復活の検討を行い、2016年（平成28年）に着工、2017年度（平成29年度）に観光鉄道での復活が計画されていたが、採算が問題となり断念され、代替案として遊具としての鉄道運行が計画されることとなった。

## 路線
| 路線名               | 大日本製糖敷設線（km） | 大東糖業敷設線（km） | 計（km） | 集積場数 |
| -------------------- | ---------------------- | -------------------- | -------- | -------- |
| 一周線（北線、南線） | 12.530                 |                      | 12.530   | 19       |
| 北支線（無線）       | 2.206                  | 0.750                | 2.956    | 7        |
| 丸山線（北丸山線）   | 0.783                  |                      | 0.783    | 1        |
| 西線                 | 4.048                  | 0.095                | 4.143    | 4        |
| 亀池線               | 2.526                  |                      | 2.526    | 5        |
| 南支線               |                        | 1.451                | 1.451    | 3        |
| 構内線（池線）       | 0.987                  | 1.781                | 2.768    |          |
|                      | 23.080                 | 4.077                | 27.157   |          |

- 「南大東島のナローゲージ」より作成。他の文献で路線名称が違う場合がある

## サトウキビの収穫作業

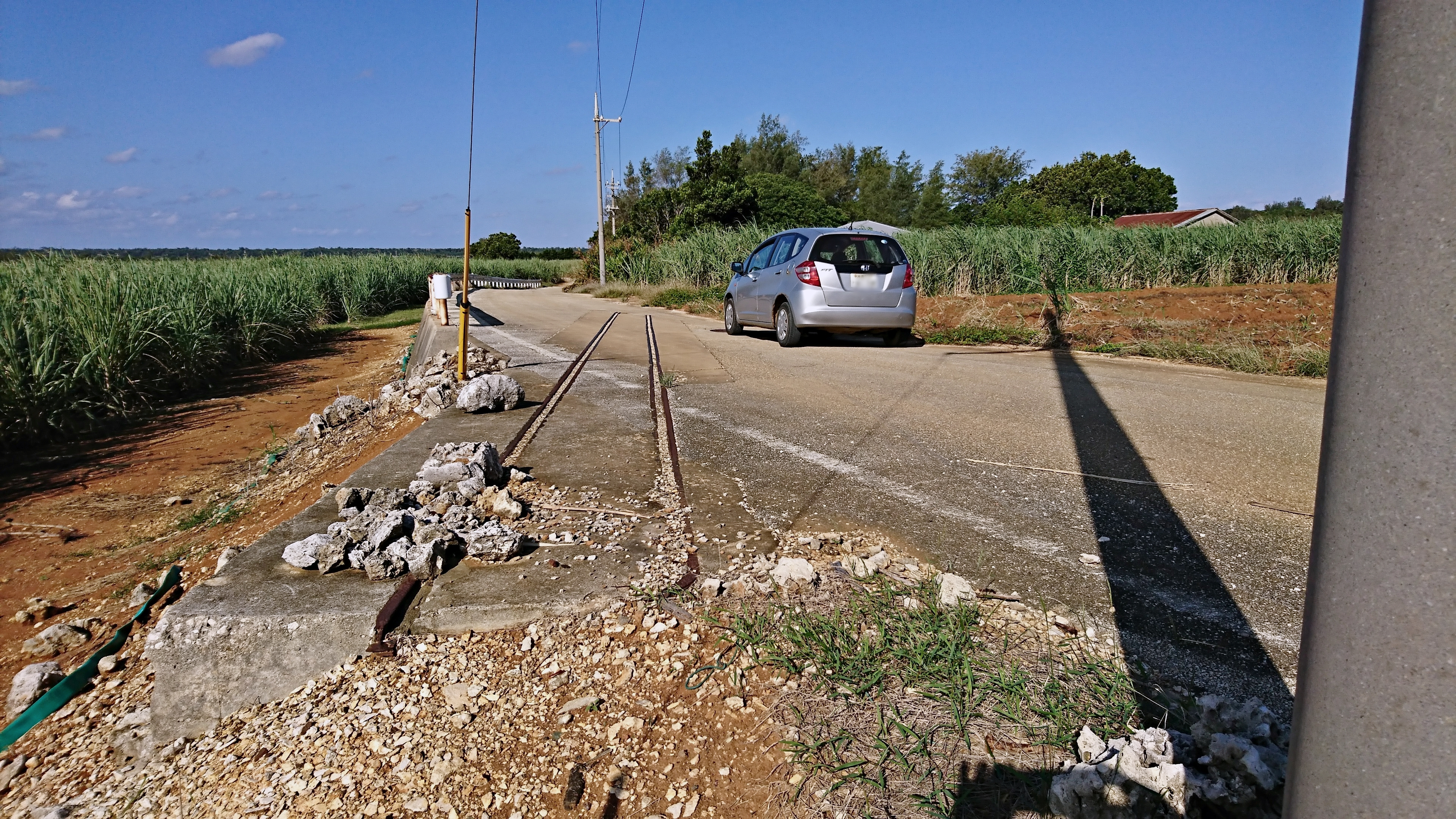
シュガートレインが遺したレール

本線支線とも数百mおきにサトウキビの集積場があり側線とホームが設けられていた。サトウキビの収穫は11月から翌年の5月までで、作業は早朝から始まり前日から集積場の側線に留置されていた台車に刈り取ったサトウキビを満載させていく。そして機関庫を出発した機関車が台車を次々と連結していき、編成になると工場まで運んだ。各所から集められた台車は1両毎に計量をし、ハーベスタ台車は台車がのった軌道ごと傾けられ、サトウキビをベルトコンベアに落とし込んでいく。工場は24時間フル稼働のため工場内では機関車が夜通し台車の入換え作業をしていた。
また積み込み作業も時代とともに変化していき、当初は附近の畑で収穫したサトウキビをトラックに載せて集積場まで運び台車に積み込んだが、やがて台車をトレーラに載せトラクターが牽引してサトウキビ畑まで運ぶようになった。そしてハーベスタ（収穫機）により刈り取りと積み込みを同時におこなった。台車に満載すると集積場にもどりレールにのせられ機関車による集荷を待つ。ハーベスタの導入により、台湾からの季節労働者が約600人だったのが、韓国からの300人になり、やがて80人と激減した。

## 車両
戦前は蒸気機関車3両であったが戦災で1両が失われてしまい、戦後しばらくは蒸気機関車2両と帝国海軍が持ち込んだガソリン機関車1両であった。やがてディーゼル機関車投入により無煙化が達成された。

### 蒸気機関車
- 1 - 1913年ヘンシェル製の元両備鉄道No.4を購入。公式には1918年5月に東洋製糖に売却された[7]ことになっているが、1917年3月に南大東島にきて敷設工事に使用されたと伝えられている[8]。ディーゼル機関車2号機の導入により廃車された。
- 2 - 自社発注の1917年大日本軌道製Cタンク12トン。ディーゼル機関車3号機の導入により廃車されたが、据え置きボイラーとして再用された[9]。
- 3 - 大日本軌道製で2号機とは同形。戦災により破損したが長く機関庫の裏に放置されていた[8]。

### 内燃機関車
いずれも2軸のディーゼル機関車。車体色は青。
- 1 - 1956年権藤鉄工所（那覇市）製7トン、日野ディーゼルエンジン（90PS）から三菱DB31L（120PS）にのせかえられた。
- 2 - 1963年加藤製作所製10トン、三菱DB31L（120PS）
- 3 - 1964年酒井工作所製製10トン、三菱DB31L（150PS）
- 5 - 1967年加藤製作所製10トン、三菱6DB10L（120PS）　加藤製作所が最後に製造した機関車。
- 7 - 1971年日本車輌製12トン
- 8 - 1975年日本車輌製12トン
- 110 - 1941年加藤製作所製5トン、90PS。帝国海軍が飛行場建設用に持ち込んだガソリン機関車。1980年頃にディーゼル化。

### 客車
島民輸送や会社役員、役人の視察時に使用するため、1928年頃2両製作された。1963年には4両あって西港と在所間を運行していたが入港や積み荷次第で不定期であった。その後はほとんど使用されず機関庫の側線で荒廃していった。

### 貨車
1968年3月時点で平台車222台、ケーキ車12台。やがて収穫作業の機械化によりハーベスタ台車に置き換えられていき、1981年時点でハーベスタ台車200台、平台車110台となった。

### 保存車両

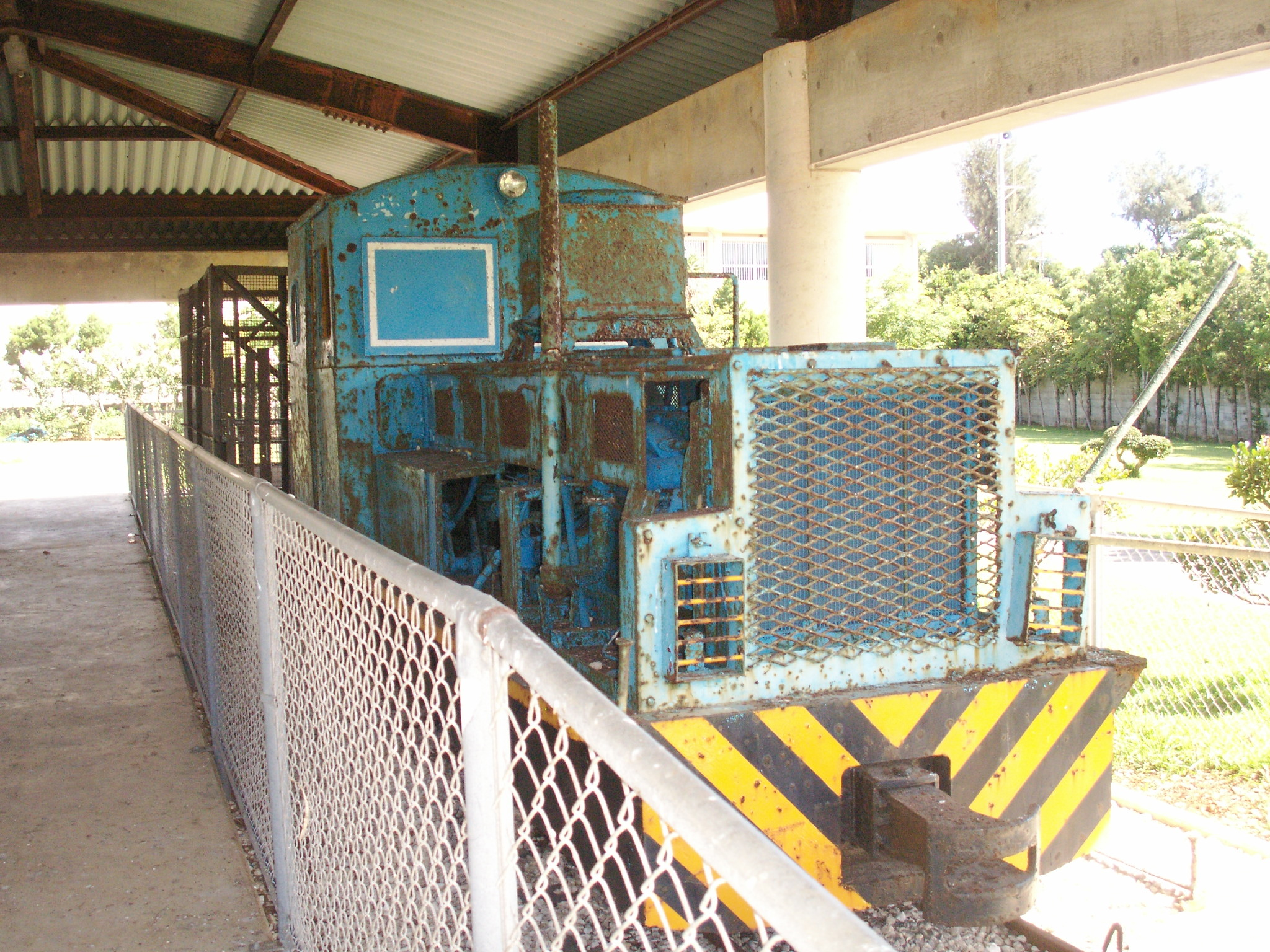
南大東島在所のふるさと文化センターで保存されている、南大東島シュガートレイン機関車

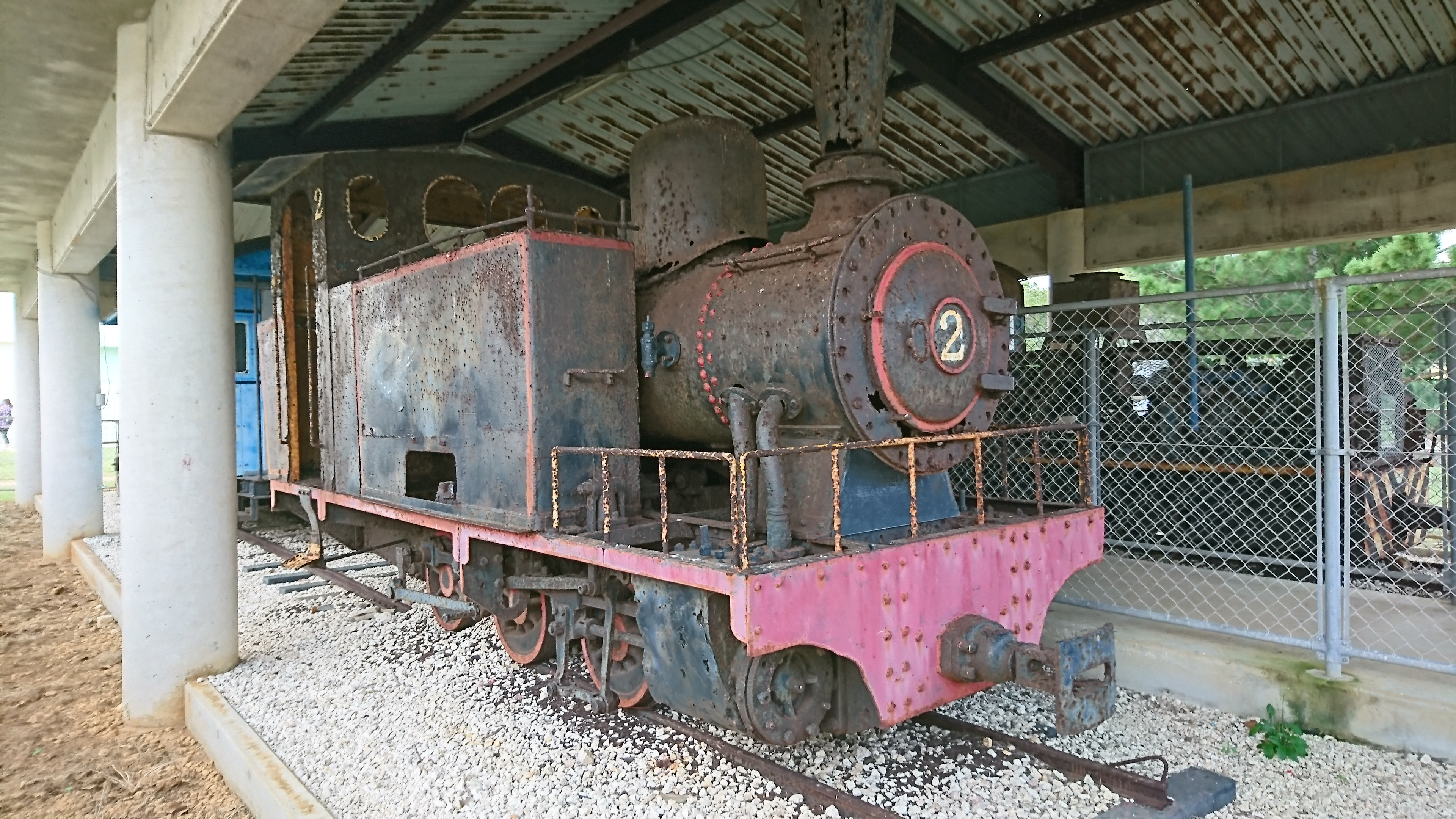
大東糖業南大東事業所2号機関車

那覇市内壺川東公園にディーゼル機関車5号機と蒸気機関車4号機の下回りが保存されている。蒸気機関車4号機はこれより前に沖縄本島のゴルフ場が遊覧鉄道を計画し、運び出されていたが計画が中止されたため放置されていた。
南大東島在所のふるさと文化センター横には、ディーゼル機関車8号機、蒸気機関車2号機、貨車2両、復元された客車が保存されており、これらは近代化産業遺産群33に選ばれている。なお、機関庫跡には、ディーゼル機関車1-3、7号機が廃線後10年以上放置されていたが、撤去されている。

## その他
今村昌平監督の映画作品『神々の深き欲望』（1968年公開）に蒸気機関車の走行風景があるが、撮影時には既に廃車となっており、列車の後ろからディーゼル機関車が押していたという。